# Every day hurts
Every day hurts is een single van Sad Café. Het is afkomstig van hun album Façades. Zowel de single als elpee werden de beste verkochte geluidsdrager in hun discografie. Every day hurts, geschreven door zanger Paul Young, bassist John Stimpson en toetsenist Vic Emerson, stond twaalf weken in de UK Singles Chart genoteerd met een piek op plaats 3. Nederland en België lieten alleen een notering zien in de Nationale Hitparade top 50, drie weken met als hoogste plaats nummer 46.
De B-kant Wish this night would never end is geschreven door de totale band en werd opgenomen tijdens de sessies voor Façades, maar werd niet op dat album uitgebracht.
Muziekproducent en geluidstechnicus was Eric Stewart, toen onderdeel van 10cc. Van de single verscheen ook een picturedisc.